# Arisa Nakamura
Pour les articles homonymes, voir Nakamura.
 (décembre 2016).
Arisa Nakamura (中村 有沙, Nakamura Arisa) est une actrice japonaise née le 27 janvier 1993 à Tokyo, au Japon.

## Filmographie
- 2011 : Zombie Ass: Toilet of the Dead : Megumi